# Humboldtpingvin
Humboldtpingvin (latin: Spheniscus humboldti) er en pingvinart, der lever ved Sydamerikas vestkyst, ved Chile og Peru.

## Udseende
Humboldtpingvinen vejer 4,2-5,0 kg og er cirka 67-72 cm i højden. Kønnene ligner hinanden, men hanner er ofte større end hunnerne. Hver humboldtpingvin har et individuelt mønster af prikker på brystet, hvilket kun ses ved tropiske pingviner. Den er også den eneste af pingvinerne som har et område med kød ved næbbets start.

## Føde
Humboldtpingvinen jager i havet, og man mener at den bruger lugtesansen til at spore sig ind på byttet. Pingvinen lever af små fisk, blæksprutter, krill, krebsdyr, ansjoser og makreller. Byttet kan have en længde på 36-270 mm. Den sluger altid fiskene med hovedet først, da byttets gæller og finner ellers kan sætte sig fast i spiserøret.

## Reproduktion
Humboldtpingvinen bygger rede på øer eller klippestykker på fastlandet. Som redemateriale bruges små grene, sten og fæces. Hunnen lægger to æg to gange om året og udrugningen varer 42-45 dage. Æggene klækker med 2-4 dages mellemrum, da de også lægges med 2-4 dages mellemrum. Afkommet bliver fodret fra begge forældres kro i 10-12 uger, hvorefter de udvikler en vandtæt fjerdragt og selv kan jage i havet. Ungerne har grå dunfjer fra klækningen, og vil først begynde at ligne voksne pingviner efter 12-14 måneder.

## Fældning
Pingviners fjerdragt beskytter dem mod vand og virker som isolator. Når pingvinen fælder (udskifter fjerdragten) er fjerene ikke længere beskyttende og den må derfor holde sig på land. Pingvinen kan ikke jage i tiden hvor fældningen foregår, men har forinden fedet sig op. Det tager omkring 21 dage, før den nye fjerdragt er klar og pingvinen igen kan gå i vandet og jage. I det sydlige Peru fælder humboldtpingvinerne i januar-februar, hvor de i det nordlige og centrale af Chile gør det en måned senere.

## Hybrid-eksemplar
København Zoo havde i slutningen af 1980'erne en enkelt springpingvinhun sammen med sine humboldtpingviner. Hunnen fik efter mange parringsforsøg en unge, som viste sig at være halvt af hver, altså en hybrid. Den døde efter et års tid af stofskifterelaterede problemer, formentlig netop forårsaget af hybridiseringen.